# Liste des lieux patrimoniaux de Lanaudière
Cet article recense les lieux patrimoniaux de Lanaudière inscrit au répertoire des lieux patrimoniaux du Canada, qu'ils soient de niveau provincial, fédéral ou municipal.

## Liste des lieux patrimoniaux
- Haut – A
- B
- C
- D
- E
- F
- G
- H
- I
- J
- K
- L
- M
- N
- O
- P
- Q
- R
- S
- T
- U
- V
- W
- X
- Y
- Z

| [ 1 ] | Lieu patrimonial                                            | Illustration                                                | Municipalité                               | Adresse                             | Coordonnées        | No    | Constr. | Prot.               | Rec.                            | Notes  |
| ----- | ----------------------------------------------------------- | ----------------------------------------------------------- | ------------------------------------------ | ----------------------------------- | ------------------ | ----- | ------- | ------------------- | ------------------------------- | ------ |
| P     | Chapelle Cuthbert                                           | Chapelle Cuthbert                                           | Berthierville                              | Rue De Bienville                    | 46.08989 -73.17781 | 9816  |         | MH classé           | 20 mars 1958                    | [ 3 ]  |
| P     | Site historique de l'Église-de-Sainte-Geneviève-de-Berthier | Site historique de l'Église-de-Sainte-Geneviève-de-Berthier | Berthierville Sainte-Geneviève-de-Berthier | Rue De Montcalm                     | 46.08128 -73.17817 | 13116 |         | SH classé           | 12 avril 2001                   |        |
| M     | Cathédrale de Joliette                                      | Cathédrale de Joliette                                      | Joliette                                   | 2, rue Saint-Charles-Borromée Nord  | 46.02706 -73.43642 | 15284 |         | MH cité             | 16 août 1999                    |        |
| M     | Évêché de Joliette                                          | Évêché de Joliette                                          | Joliette                                   | 2, rue Saint-Charles-Borromée Nord  | 46.02694 -73.43797 | 11989 |         | MH cité             | 16 août 1999                    |        |
| F     | Gare du Canadien National                                   | Gare du Canadien National                                   | Joliette                                   | 368-370, rue Champlain              | 46.0294 -73.444    | 4626  |         | GFP                 | 16 mai 1995                     |        |
| F     | Palais de justice de Joliette                               | Palais de justice de Joliette                               | Joliette                                   | 450, rue Saint-Louis                | 46.02614 -73.4423  | 12609 |         | LHN                 | 15 janvier 1981                 |        |
| M     | Maison de la Culture                                        | Maison de la Culture                                        | L'Assomption                               | 375, rue Saint-Pierre               | 45.82556 -73.42358 | 8155  |         | MH cité MH cité     | 3 avril 2007 4 septembre 2007   |        |
| M     | Presbytère de L'Assomption-de-la-Sainte-Vierge              | Presbytère de L'Assomption-de-la-Sainte-Vierge              | L'Assomption                               | 153, rue du Portage                 | 45.82536 -73.42428 | 12383 |         | MH cité             | 3 juin 2008                     |        |
| P     | Vieux palais de justice de L'Assomption                     | Vieux palais de justice de L'Assomption                     | L'Assomption                               | 255 à 265, rue Saint-Étienne        | 45.82667 -73.41989 | 5632  |         | MH classé           | 20 septembre 1973               | [ 4 ]  |
| P     | Maison Poitras                                              | Maison Poitras                                              | L'Épiphanie (paroisse)                     | 960, rang de l'Achigan Sud          | 45.84036 -73.50086 | 4333  |         | MH classé           | 2 septembre 1981                |        |
| F     | Gare du Canadien Pacifique                                  | Gare du Canadien Pacifique                                  | L'Épiphanie (ville)                        | Rue Onulphe-Peltier                 | 45.84272 -73.47742 | 4555  |         | GFP                 | 4 juin 1992                     |        |
| P     | Maison Hervieux                                             | Maison Hervieux                                             | Lanoraie                                   | 947, Grande Côte Ouest              | 45.91964 -73.25783 | 8972  |         | MH classé           | 28 juin 1972                    | [ 4 ]  |
| P     | Église de la Purification-de-la-Bienheureuse-Vierge-Marie   | Église de la Purification-de-la-Bienheureuse-Vierge-Marie   | Repentigny                                 | 445, rue Notre-Dame                 | 45.73919 -73.44703 | 12371 |         | MH classé           | 16 mars 1978                    |        |
| P     | Moulin à vent Antoine-Jetté                                 | Moulin à vent Antoine-Jetté                                 | Repentigny                                 | 861, rue Notre-Dame                 | 45.76489 -73.43156 | 4458  |         | MH classé           | 17 mars 1976                    | [ 5 ]  |
| P     | Moulin à vent Grenier                                       | Moulin à vent Grenier                                       | Repentigny                                 | 14, rue du Vieux-Moulin             | 45.76772 -73.41756 | 4454  |         | MH classé           | 14 avril 1975                   |        |
| P     | Maison Antoine-Lacombe                                      | Maison Antoine-Lacombe                                      | Saint-Charles-Borromée                     | 895, rue de la Visitation           | 46.05525 -73.47544 | 5069  |         | MH classé           | 29 mars 1968                    | [ 6 ]  |
| P     | Presbytère de Saint-Cuthbert                                | Presbytère de Saint-Cuthbert                                | Saint-Cuthbert                             | 1191, rue Principale                | 46.14906 -73.22228 | 4468  |         | MH classé           | 15 février 1980                 |        |
| M     | Ancien Bureau de poste                                      | Ancien Bureau de poste                                      | Saint-Jacques                              | 105, rue Saint-Jacques              | 45.94856 -73.57133 | 10717 |         | MH cité             | 17 mars 2008                    |        |
| M     | Couvent des sœurs de Sainte-Anne                            | Couvent des sœurs de Sainte-Anne                            | Saint-Jacques                              | 122, rue Saint-Jacques              | 45.9495 -73.57917  | 10721 |         | MH cité             | 17 mars 2008                    |        |
| M     | Église de Saint-Jacques                                     | Église de Saint-Jacques                                     | Saint-Jacques                              | 110, rue Saint-Jacques              | 45.94903 -73.57133 | 10716 |         | MH cité             | 17 mars 2008                    |        |
| M     | Maison Louise-Pariseau                                      | Église de Saint-Jacques                                     | Saint-Jacques                              | 107, rue Saint-Jacques              | 45.94864 -73.57147 | 10716 |         | MH cité             | 17 mars 2008                    |        |
| M     | Presbytère de Saint-Jacques                                 | Presbytère de Saint-Jacques                                 | Saint-Jacques                              | 102, rue Saint-Jacques              | 45.94883 -73.57083 | 10719 |         | MH cité             | 17 mars 2008                    |        |
| M     | Vieux Collège                                               | Vieux Collège                                               | Saint-Jacques                              | 50, rue Saint-Jacques               | 45.94767 -73.56933 | 10719 |         | MH cité             | 17 mars 2008                    |        |
| M     | Monument funéraire de Louis Cyr                             | Monument funéraire de Louis Cyr                             | Saint-Jean-de-Matha                        |                                     | 46.22289 -73.54267 | 14410 |         | MH cité             | 2 mai 2005                      |        |
| F     | Maison Wilfrid Laurier                                      | Maison Wilfrid Laurier                                      | Saint-Lin–Laurentides                      | 945, 12e Avenue                     | 45.85247 -73.75785 | 11079 |         | ÉFP reconnu         | 6 avril 1998                    | [ 7 ]  |
| F     | Sir-Wilfrid-Laurier                                         | Sir-Wilfrid-Laurier                                         | Saint-Lin–Laurentides                      | 945, 12e Avenue                     | 45.85247 -73.75785 | 9215  |         | LHN                 | 19 mai 1938                     | [ 8 ]  |
| P     | Église de Saint-Paul                                        | Église de Saint-Paul                                        | Saint-Paul                                 | 8, boulevard Brassard               | 45.98375 -73.44653 | 11336 |         | MH classé           | 24 octobre 1973                 | [ 4 ]  |
| M     | Couvent                                                     | Couvent                                                     | Saint-Roch-de-l'Achigan                    | 1224, rue Principale                | 45.85575 -73.59286 | 5647  |         | MH cité             | 7 avril 2003                    |        |
| M     | Maison Archambault                                          | Maison Archambault                                          | Saint-Roch-de-l'Achigan                    | 1520, rang de la Rivière Nord       | 45.856 -73.60539   | 9008  |         | MH cité             | 7 avril 2003                    |        |
| M     | Maison Joséphat-Gareau                                      | Maison Joséphat-Gareau                                      | Saint-Roch-de-l'Achigan                    | 1484, rue Principale                | 45.85586 -73.60331 | 11293 |         | MH cité             | 7 avril 2003                    |        |
| M     | Maison J.-Oswald-Forest                                     | Maison J.-Oswald-Forest                                     | Saint-Roch-de-l'Achigan                    | 1235, rue Principale                | 45.85553 -73.59336 | 11146 |         | MH cité             | 7 avril 2003                    |        |
| M     | Maison Marien                                               | Maison Marien                                               | Saint-Roch-de-l'Achigan                    | 1154, rue Principale                | 45.85589 -73.59092 | 13299 |         | MH cité             | 7 avril 2003                    |        |
| M     | Presbytère                                                  | Presbytère                                                  | Saint-Roch-de-l'Achigan                    | 1188, rue Principale                | 45.85572 -73.592   | 13337 |         | MH cité             | 7 avril 2003                    |        |
| P     | Chapelle de procession Notre-Dame-de-Pitié                  | Téléverser                                                  | Saint-Sulpice                              | Rue Notre-Dame                      | 45.82694 -73.35656 | 7076  |         | MH classé           | 29 juillet 1959                 |        |
| P     | Église de Saint-Sulpice                                     | Église de Saint-Sulpice                                     | Saint-Sulpice                              | 1095, rue Notre-Dame                | 45.82675 -73.35594 | 14782 |         | MH classé           | 29 juillet 1959                 |        |
| P     | Église de Sainte-Geneviève                                  | Église de Sainte-Geneviève                                  | Sainte-Geneviève-de-Berthier               | Rue De Montcalm                     | 46.08128 -73.17817 | 14781 |         | MH classé           | 12 avril 2001                   | [ 9 ]  |
| F     | Gare du Canadien Pacifique à Berthier                       | Téléverser                                                  | Sainte-Geneviève-de-Berthier               | 481, rang de la Rivière-Bayonne Sud | 46.08829 -73.2125  | 7385  |         | LHN                 | 15 juin 1976                    |        |
| P     | Bureau d'enregistrement de Sainte-Julienne                  | Bureau d'enregistrement de Sainte-Julienne                  | Sainte-Julienne                            | 28, rue Albert                      | 45.96353 -73.71625 | 5633  |         | MH reconnu          | 7 septembre 1973                |        |
| P     | Maison Bélisle                                              | Téléverser                                                  | Terrebonne                                 | 844, rue Saint-François-Xavier      | 45.69308 -73.63597 | 4251  |         | MH classé           | 7 septembre 1973                | [ 10 ] |
| P     | Maison Jean-Baptiste-Simon-Allard                           | Téléverser                                                  | Terrebonne                                 | 4471, chemin Saint-Charles          | 45.70769 -73.51386 | 5125  |         | MH classé           | 5 mai 1979                      |        |
| P     | Maison Joseph-Augé                                          | Téléverser                                                  | Terrebonne                                 | 991-993, rue Saint-Louis            | 45.69692 -73.64108 | 4321  |         | MH classé           | 23 mars 1976                    | [ 5 ]  |
| P     | Maison Mathieu                                              | Téléverser                                                  | Terrebonne                                 | 3813, chemin Saint-Charles          | 45.70122 -73.53633 | 5650  |         | MH reconnu          | 8 janvier 1975                  |        |
| P     | Maison Roussil                                              | Téléverser                                                  | Terrebonne                                 | 870-872, rue Saint-Louis            | 45.69464 -73.637   | 4452  |         | MH classé           | 28 juin 1972                    | [ 4 ]  |
| P     | Site historique de l'Île-des-Moulins                        | Site historique de l'Île-des-Moulins                        | Terrebonne                                 | 900, rue du Moulin                  | 45.69269 -73.63844 | 5282  |         | SH classé SH classé | 9 juillet 1973 12 décembre 1973 |        |